# Dolichocladius heteropterus
Dolichocladius heteropterus är en tvåvingeart som först beskrevs av Jean-Jacques Kieffer 1911. Dolichocladius heteropterus ingår i släktet Dolichocladius och familjen fjädermyggor.
Artens utbredningsområde är Myanmar. Inga underarter finns listade i Catalogue of Life.